# Křepiny
Křepiny (německy Kschepin) je malá vesnice, část obce Řečice v okrese Pelhřimov. Nachází se asi 1,5 km na severozápad od Řečice. V roce 2009 zde bylo evidováno 46 adres. V roce 2001 zde trvale žilo 82 obyvatel.
Křepiny je také název katastrálního území o rozloze 3,74 km2. V katastrálním území Křepiny leží i Záběhlice.

## Další fotografie

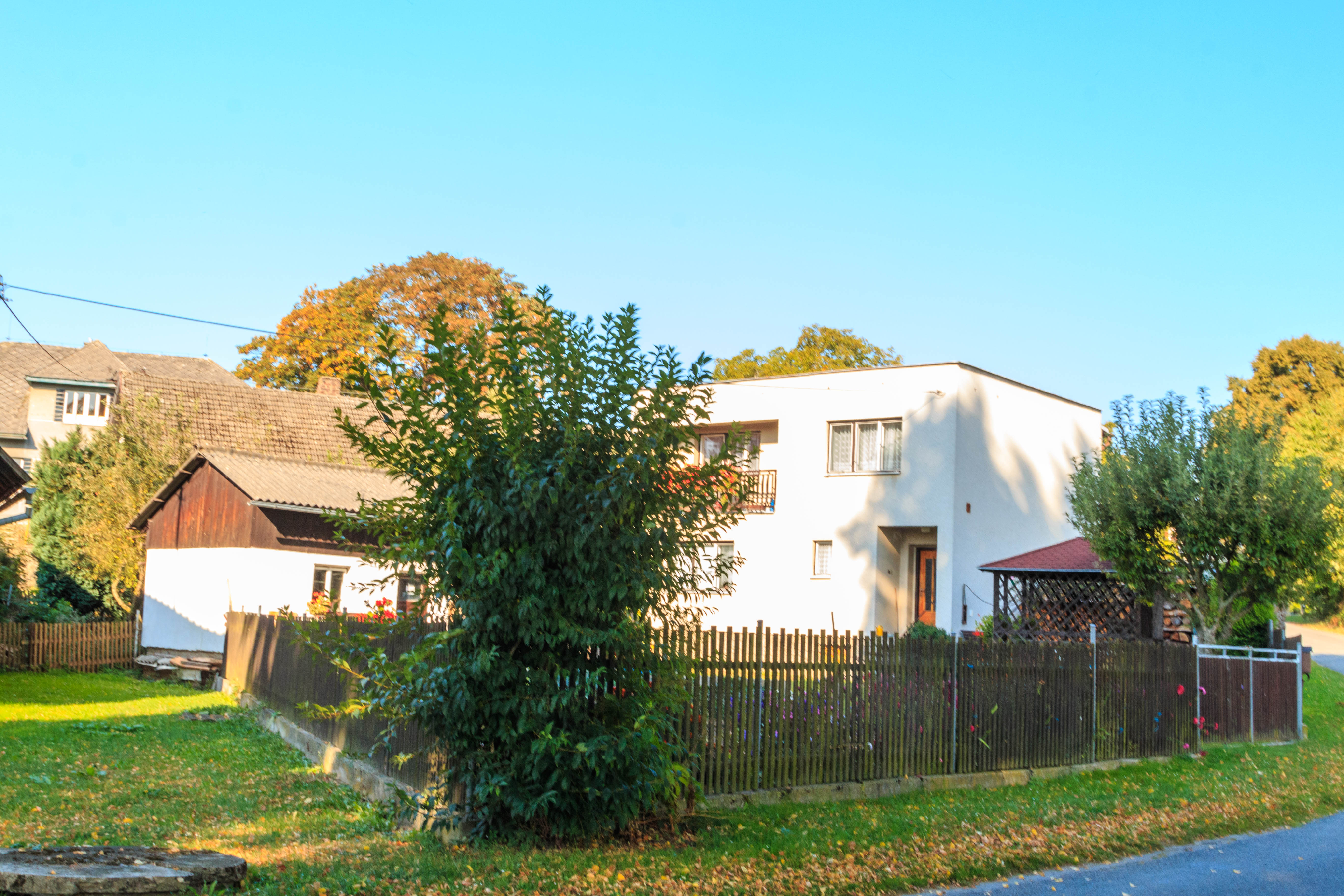
Velké Křepiny - čp. 11
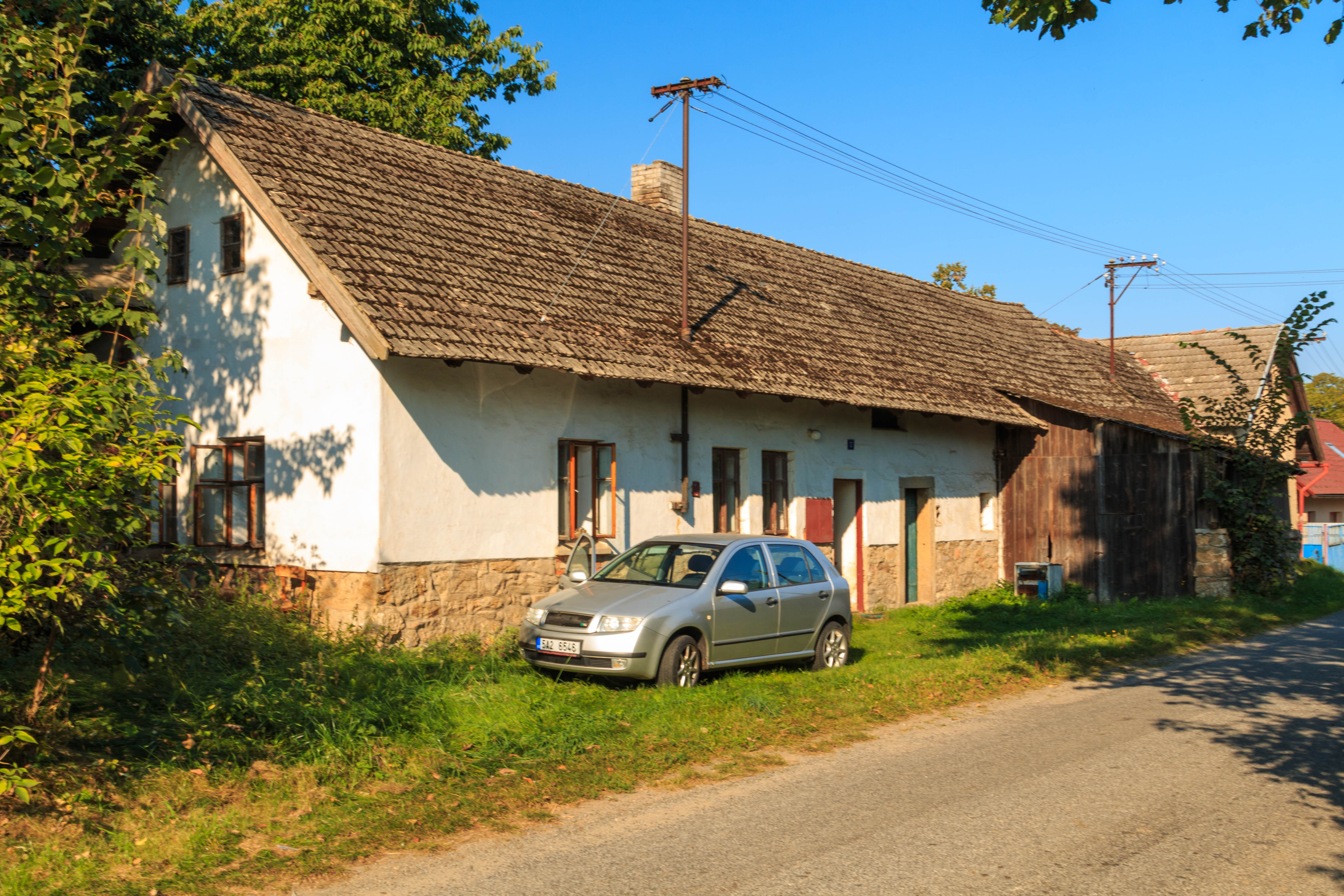
Velké Křepiny - čp. 13
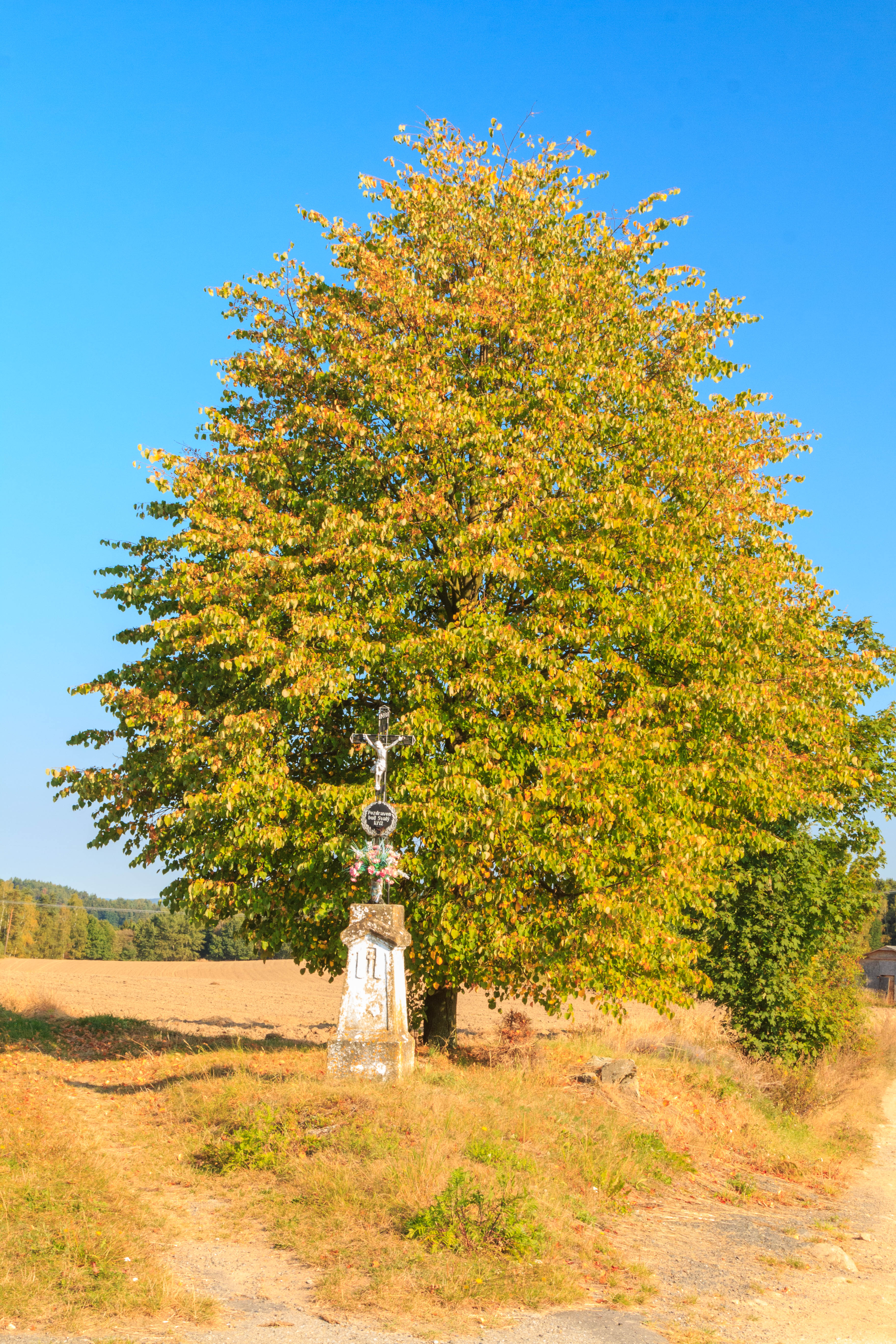
Malé Křepiny - kříž
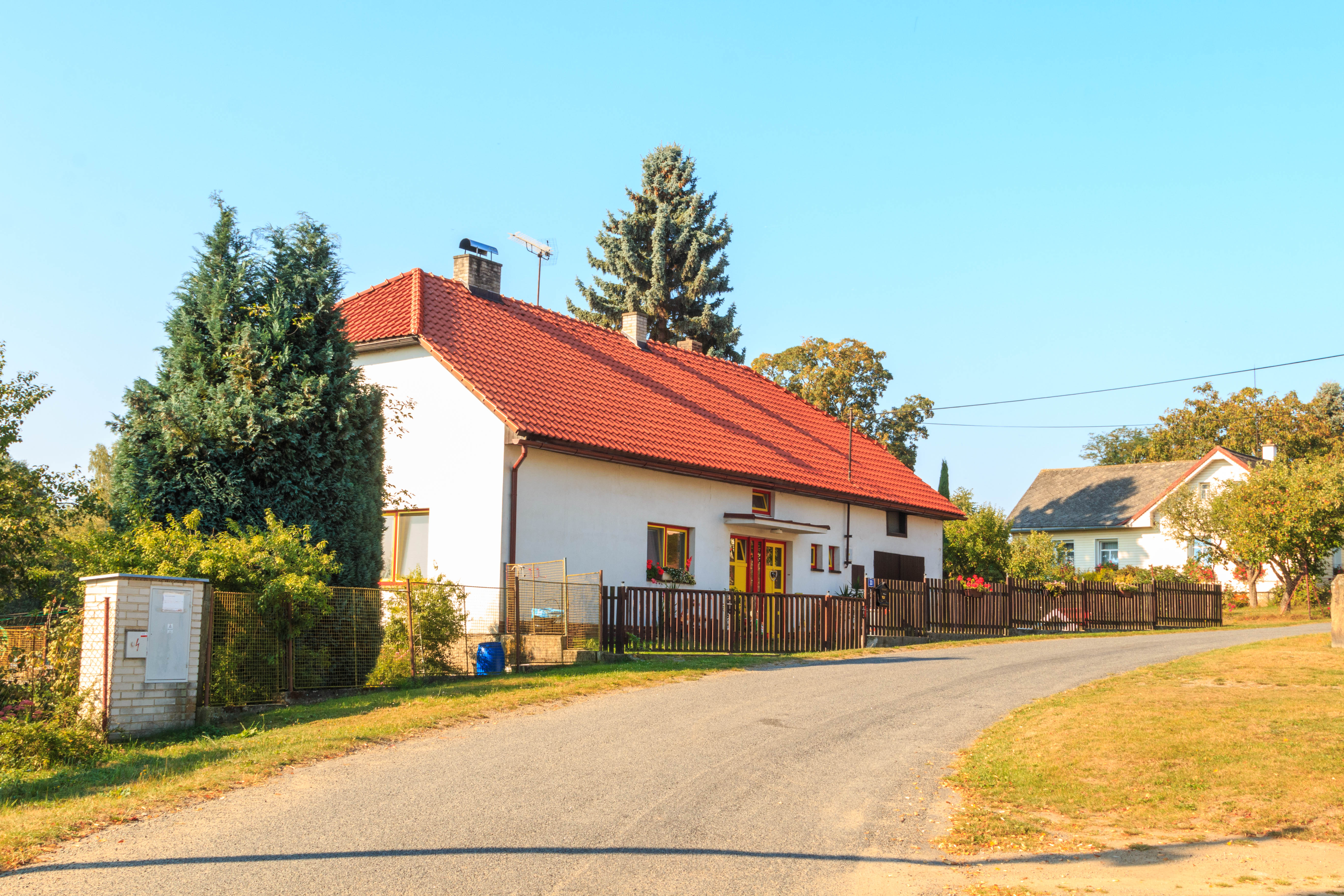
Malé Křepiny - čp. 33